# Blue Origin NS-16
NS-16 foi um voo suborbital ocorrido em 20 de julho de 2021. Foi o décimo sexto voo do New Shepard e sua cápsula, porém foi o primeiro voo tripulado. O voo teve o bilionário estadunidense Jeff Bezos, seu irmão Mark, a aviadora e candidata do Mercury 13 Wally Funk e o estudante holandês Oliver Daemen. Daemen e Funk, tendo respectivamente 18 e 82 anos de idade, são tanto o mais jovem e a mais idosa astronauta a voar.
O voo começou a partir do centro de lançamento suborbital da Blue Origin em West Texas abordo do terceiro voo do New Shepard NS4 e da nave RSS First Step, ambos tendo voado nos voos NS-14 e NS-15. A missão também se tornou o primeiro voo totalmente automático com civis e qualificou a tripulação como astronautas comerciais da FAA.

## Tripulação
Quatro pessoas voaram no NS-16. Originalmente um vencedor anônimo de um leilão de $28 milhões realizado pela Blue Origin para apoiar o programa Club of the Future deveria ocupar o quarto assento do RSS First Step no voo. Devido a um conflito de agenda, o tripulante passou para um futuro voo, com Daemen assumindo sua posição e se tornando a pessoa mais jovem no espaço. O assento foi pago pelo pai do Oliver, Joes, CEO da Somerset Capital Partners.
| Posição | Astronauta    |
| ------- | ------------- |
| Turista | Jeff Bezos    |
| Turista | Mark Bezos    |
| Turista | Wally Funk    |
| Turista | Oliver Daemen |